# Aéroplanes G. Voisin

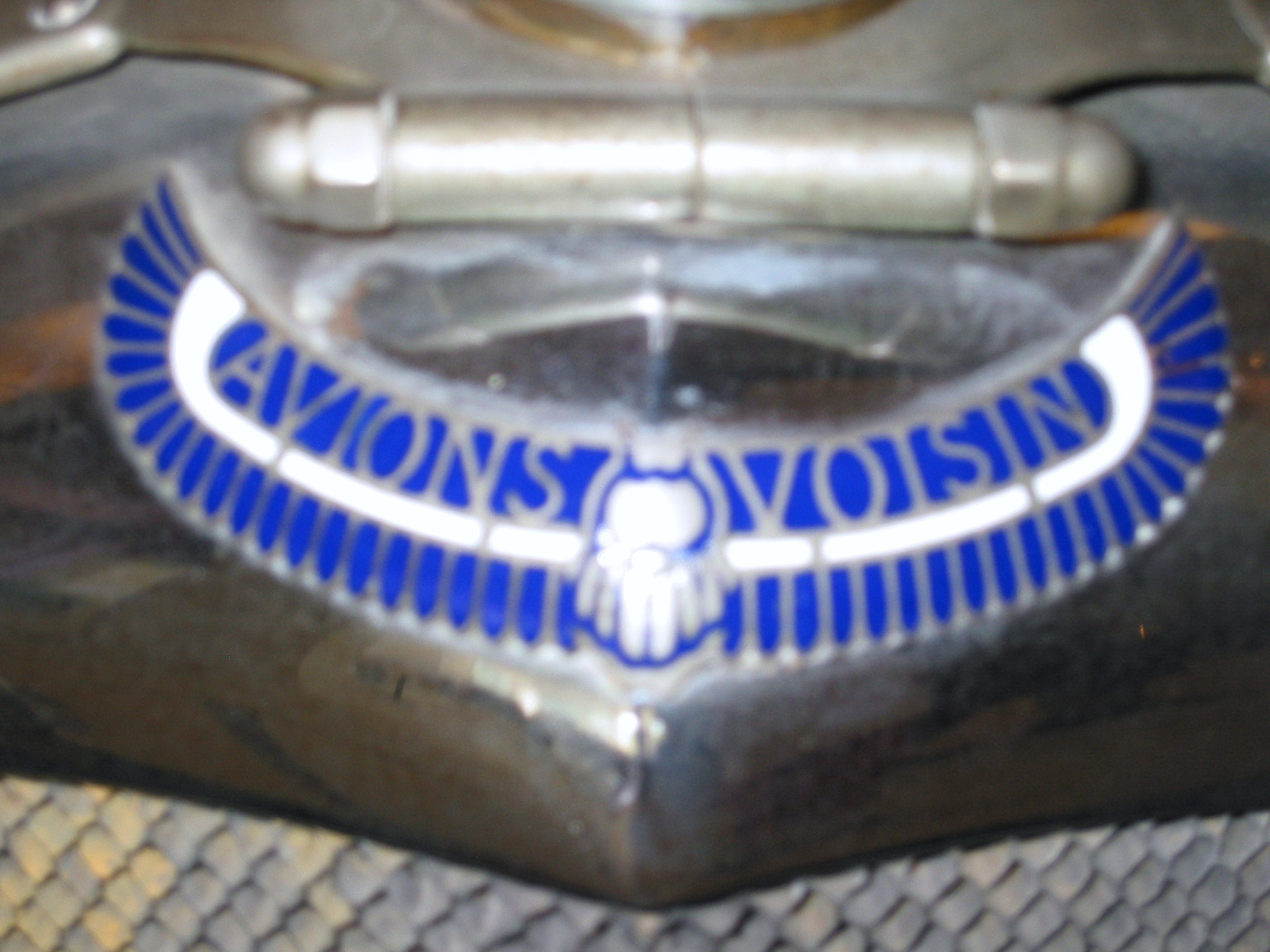
Emblem an den Automobilen

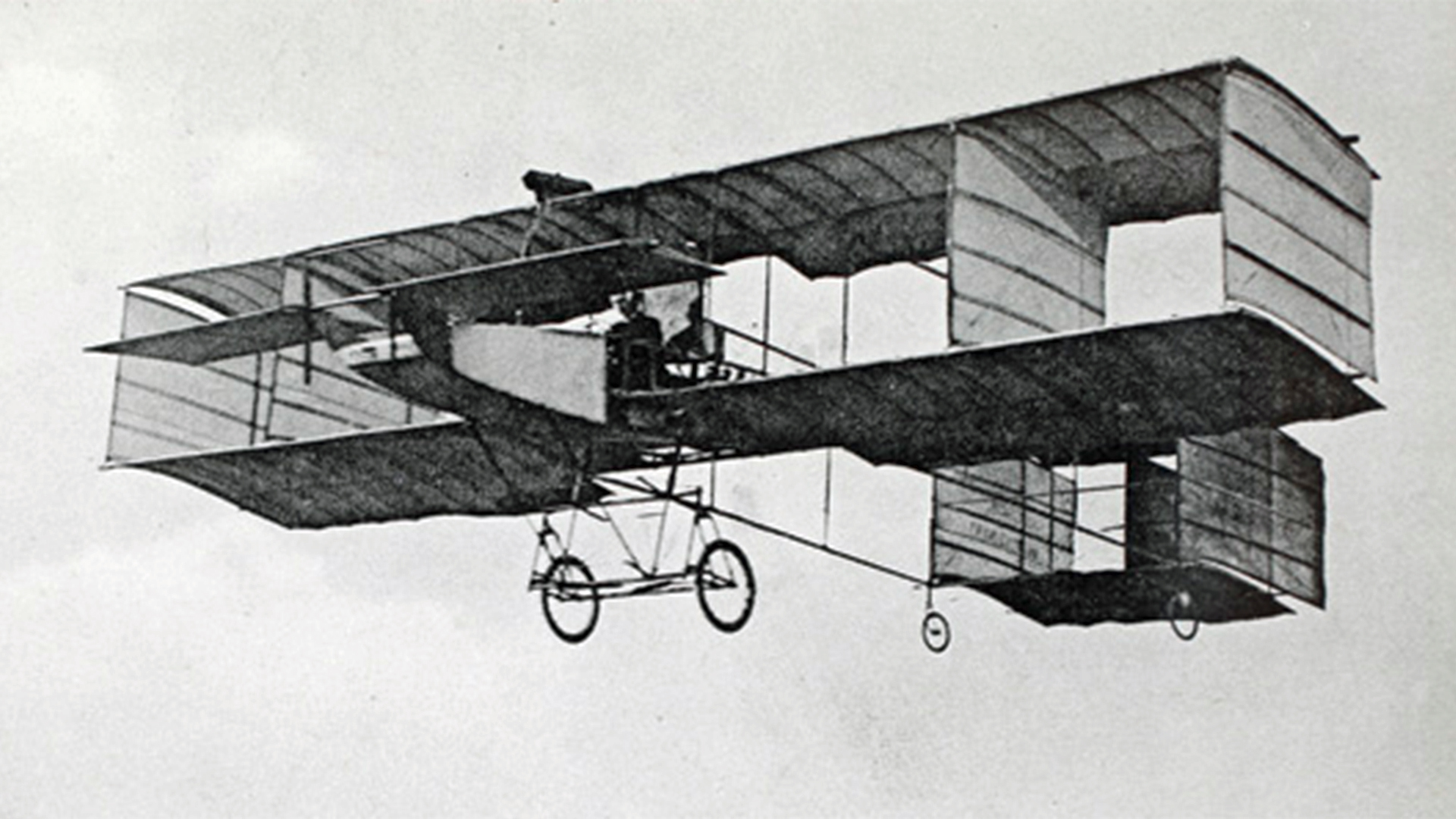
Das Voisin-Flugzeug Delagrange No. 2 am 6. September 1908

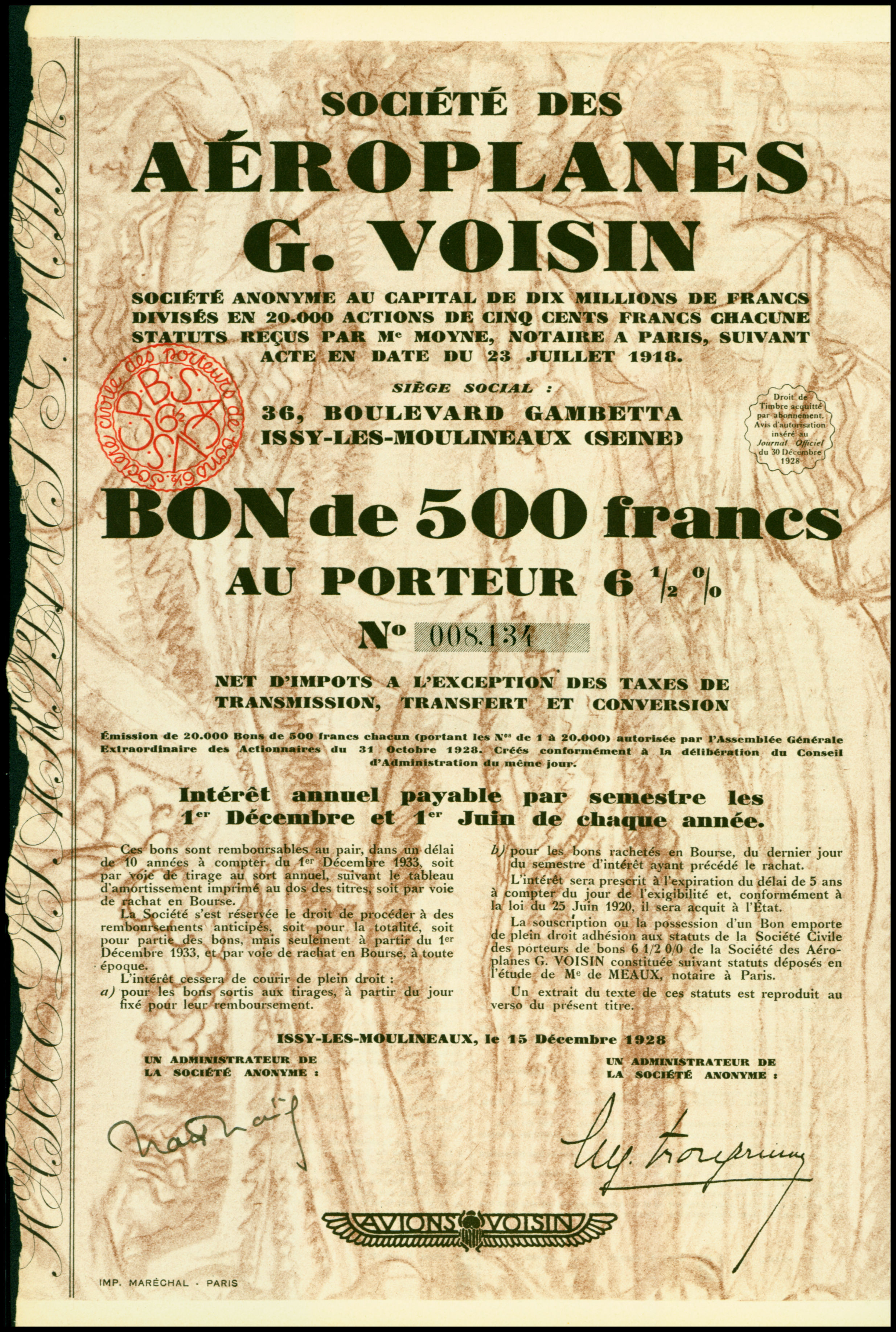
Anleihe der Aéroplanes G. Voisin S.A. vom 15. Dezember 1928

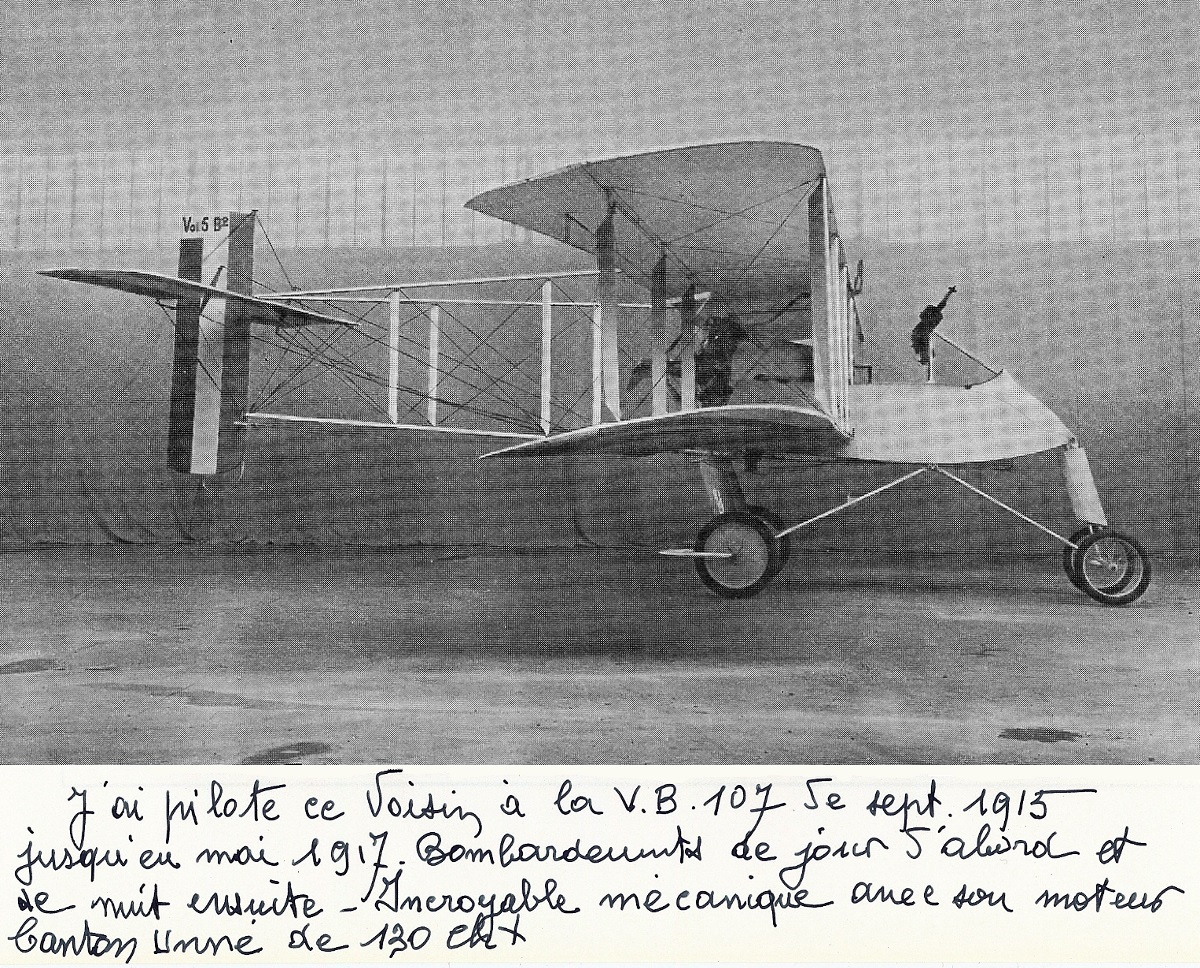
Voisin III, 1914

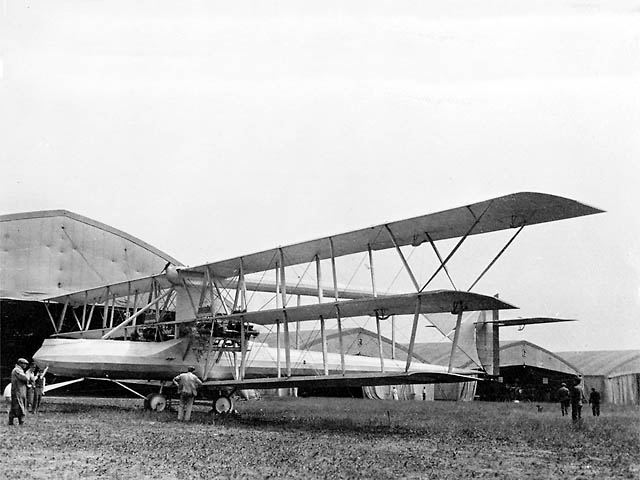
Dreidecker Voisin Triplane, 1915

Die SA des Aéroplanes G. Voisin war ein französisches Unternehmen, das Automobile und Flugzeuge herstellte. Standort war Issy-les-Moulineaux.

## Vorgeschichte
Gabriel Voisin und Louis Blériot gründeten 1905 eine Unternehmung zur Herstellung von Flugzeugen. 1906 trennten sich die beiden Partner.

## Unternehmensgeschichte

### Erstes europäisches Flugzeug
Die Trennung von Blériot führte im Jahre 1906 zur Gründung einer eigenen Flugzeugfabrik mit Gabriel Voisin als Konstrukteur und seinem Bruder Charles Voisin als Pilot, der Societé des Aéroplanes Voisin. Diese beschäftigte sich zunächst mit der Herstellung von Gleitflugzeugen, die jedoch bald motorisiert wurden. 1907 wurde mit dem Bau einer Maschine für Léon Delagrange, die am 30. März 1907 beim Erstflug von Charles Voisin 60 Meter weit flog, der Typ Voisin Standard geschaffen. Eine weitere Maschine dieses Typs wurde Ende 1907 an Henri Farman geliefert, der sie zur Voisin-Farman I modifizierte. Die Firma wurde in Europa bekannt, als es im Januar 1908 Henri Farman gelang, mit seiner Maschine auf dem Flugplatz Issy-les-Moulineaux den mit 50.000 Franc dotierten Grand Prix d’Aviation für einen Flug über den geschlossenen Kilometer zu gewinnen. Damit war nach Einschätzung des zeitgenössischen Nachschlagewerks Jane’s All the World’s Aircraft (1913) von Fred T. Jane die Voisin das erste europäische Flugzeug, das wirklich erfolgreich geflogen ist.

### Militärflugzeuge
Im Ersten Weltkrieg war die Firma ein wichtiger Hersteller von Militärflugzeugen, insbesondere wurde die Voisin III produziert. So war Gabriel Voisin – sein Bruder kam bei einem Verkehrsunfall im Jahre 1912 ums Leben – bei Kriegsende recht wohlhabend. Er wandte sich nach Kriegsende vom Flugzeugbau ab und arbeitete mit dem befreundeten Automobilkonstrukteur André Citroën zusammen, um in der Firma Voisin ein von Citroën-Ingenieuren entwickeltes Luxusauto zu bauen.

### Beschränkung auf das Automobil
1919 wurden alle anderen Produktionen bis auf den M1 genannten Luxuswagen eingestellt, da die Einschränkungen durch das Pariser Luftfahrtabkommen die Herstellung von Automobilen einträglicher erscheinen ließen als den Flugzeugbau.
Der M1 war ein sechssitziges Fahrzeug mit einem Radstand von ca. 3,50 Metern, angetrieben von einem im Verhältnis zu den üblichen Motoren auf Grund seines Konstruktionsprinzips konkurrenzlos leisen und auch wartungsarmen 4-Liter-Schiebermotor mit exakt 3969 cm³ Hubraum (95 mm Bohrung und 140 mm Hub) und einer Leistung von 75 PS bei 2400/min. Die Produktionskosten für dieses Fahrzeug waren jedoch aufgrund des Schiebermotors recht hoch und die Anzahl der potenziellen Käufer relativ niedrig, und so wurden bald kleinere Fahrzeuge präsentiert, so der C1 mit 100 PS (bis 130 PS bei Einsatz in Rennfahrzeugen) und im Jahre 1922 der C3, ein verbesserter C1 mit Vierradbremse.
Außerdem wurde eine kleinere Version des M1 mit einem 1,3-Liter-Schiebermotor, C4 genannt, produziert. Der C2 war ein Automobil mit einem Radstand von annähernd 4 Metern, angetrieben von einem 7,2-Liter-V12-Motor. Von diesem Wagen wurden jedoch nur zwei Exemplare hergestellt. Daneben gab es den C23.
Motoren von Voisin wurden gelegentlich auch in Fahrzeugen anderer Hersteller verwendet, darunter im frontgetriebenen Bucciali TAV 12 von 1932.

### Rennwagen
Das Unternehmen produzierte auch Autos für den Automobilrennsport. Für den Grand Prix von Frankreich im Jahre 1923 stellte es sogar ein komplettes Team mit vier Fahrzeugen zusammen. Da die Wagen denen der Konkurrenz leistungsmäßig weit unterlegen waren, wurden die Karosserien mit den Erfahrungen aus dem Flugzeugbau extrem leicht und aerodynamisch konstruiert.
Mit immer wieder modifizierten „Laboratoires“ nahm das Unternehmen in den verschiedensten Rennklassen teil, und mit einem speziell dafür gebauten Fahrzeug – genannt C5 – konnten 50 verschiedene Langstreckenrekorde aufgestellt werden.

### Serienfahrzeuge

Voisin C3
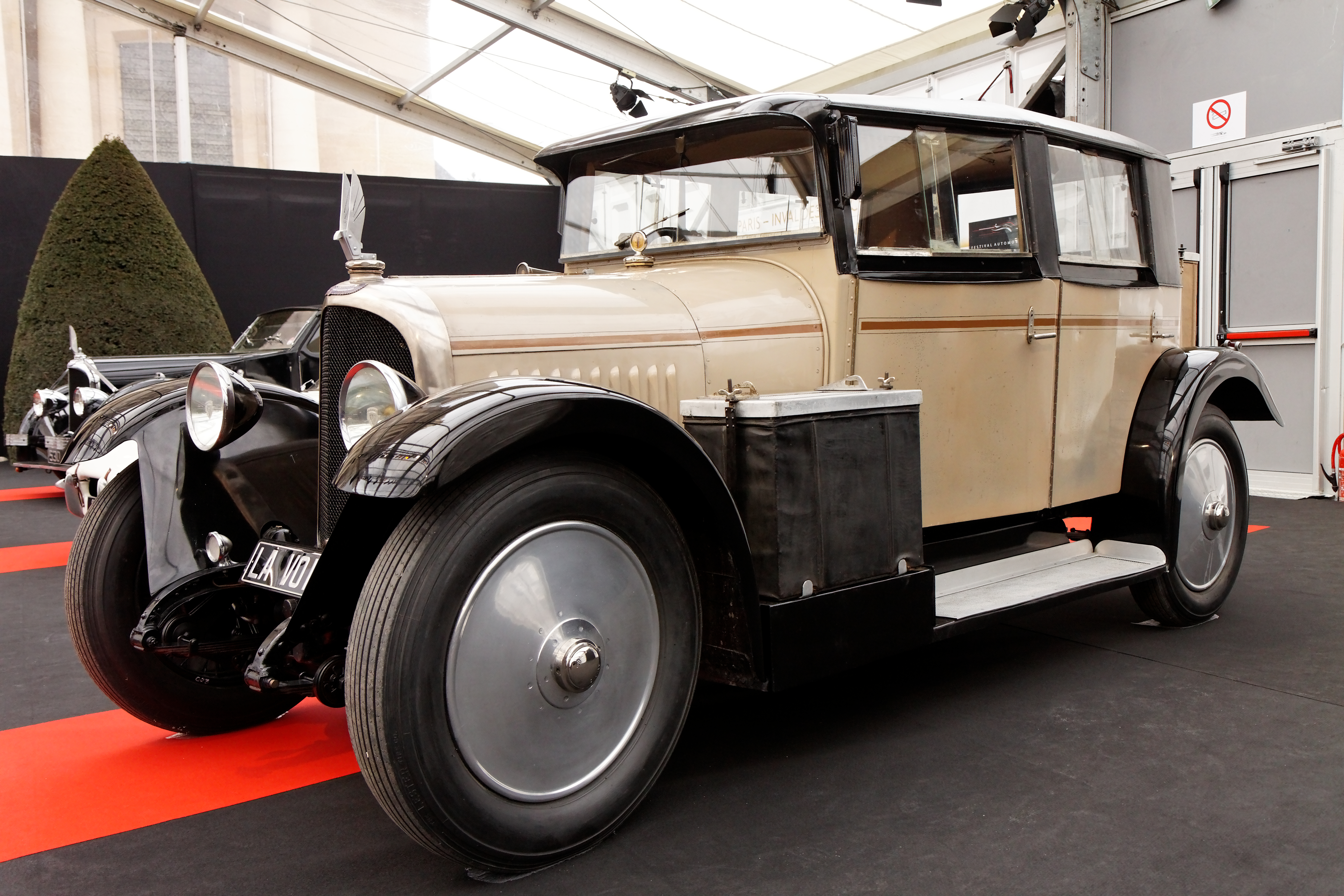
Voisin C7
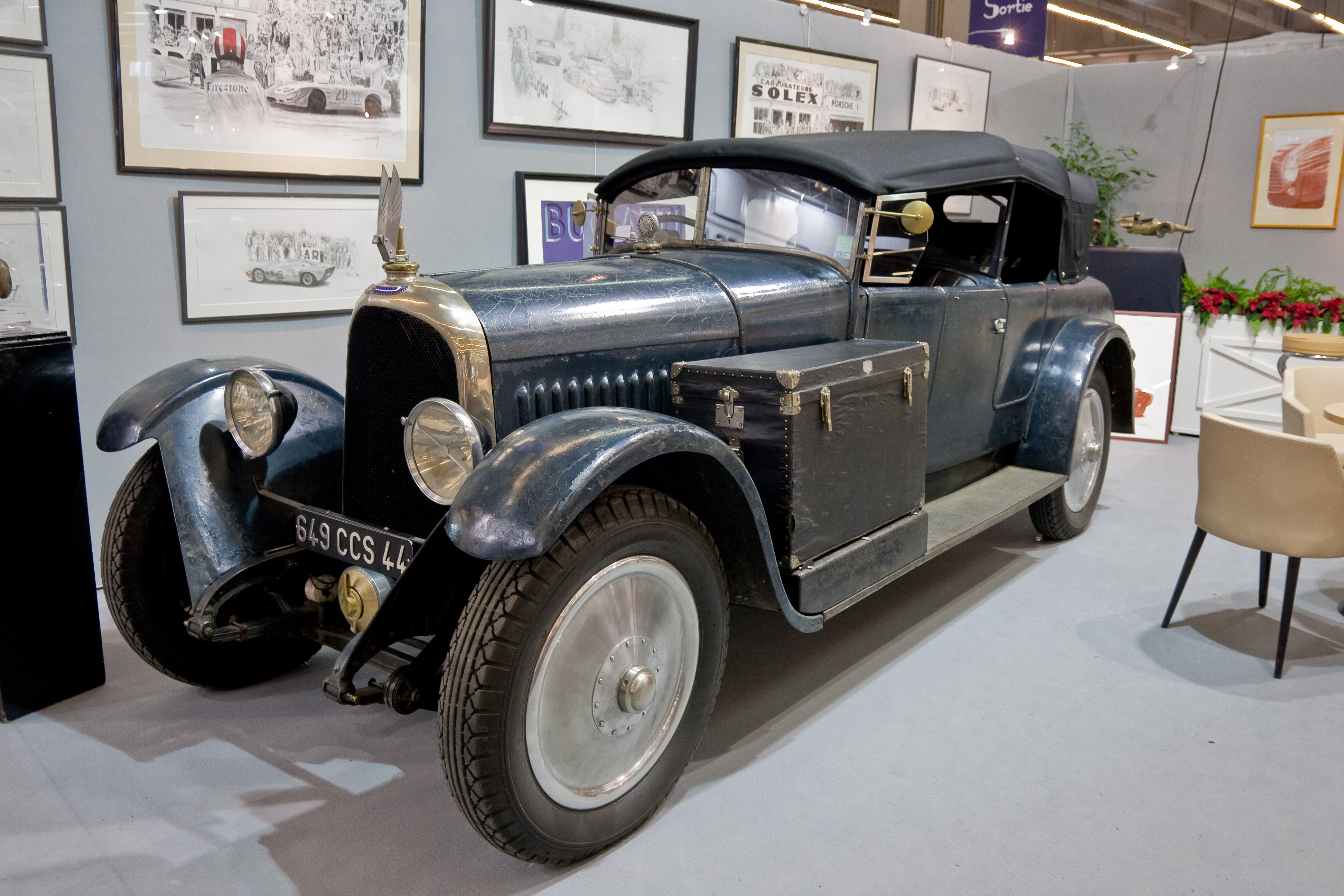
Voisin C11
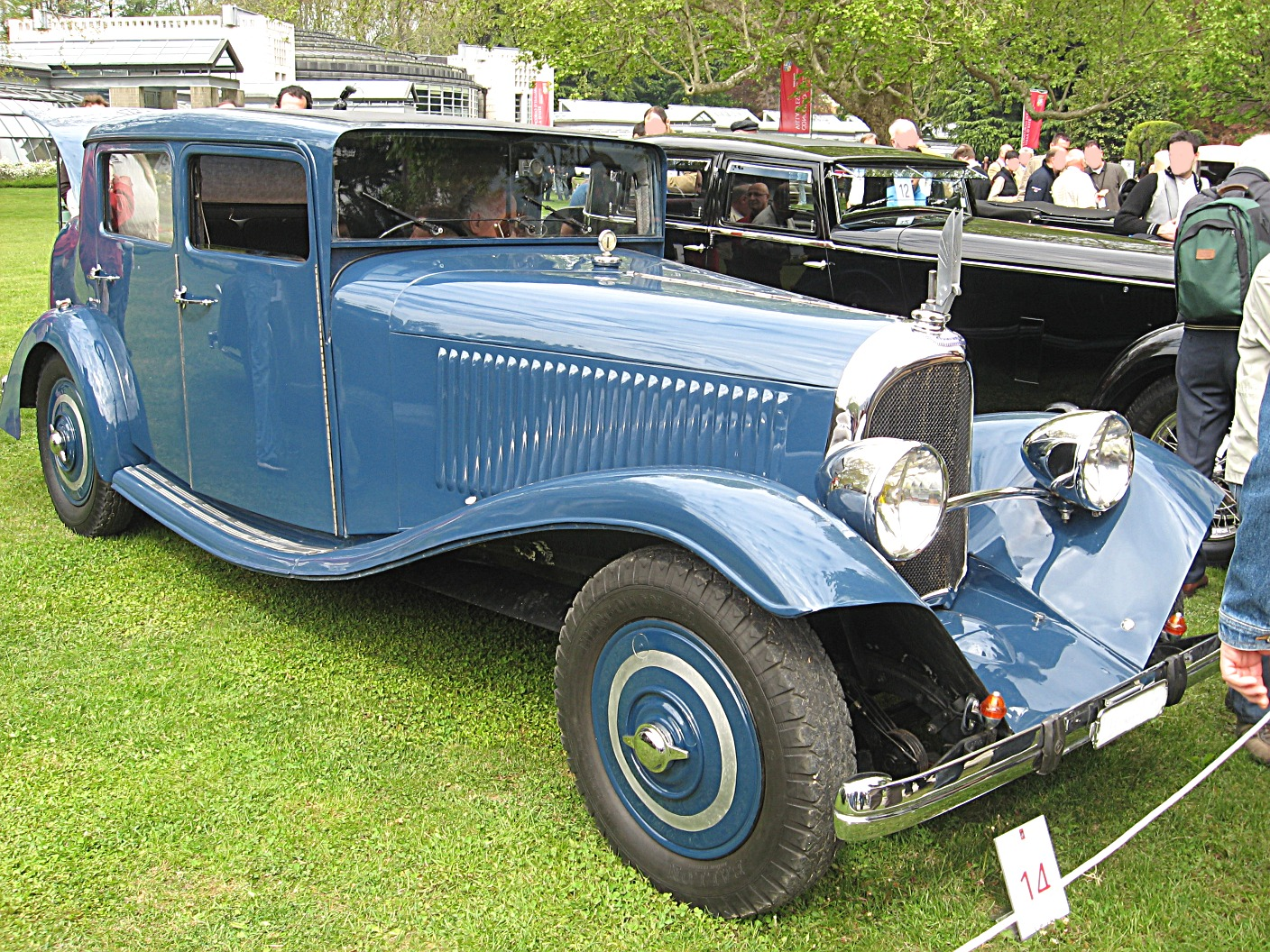
Voisin C24
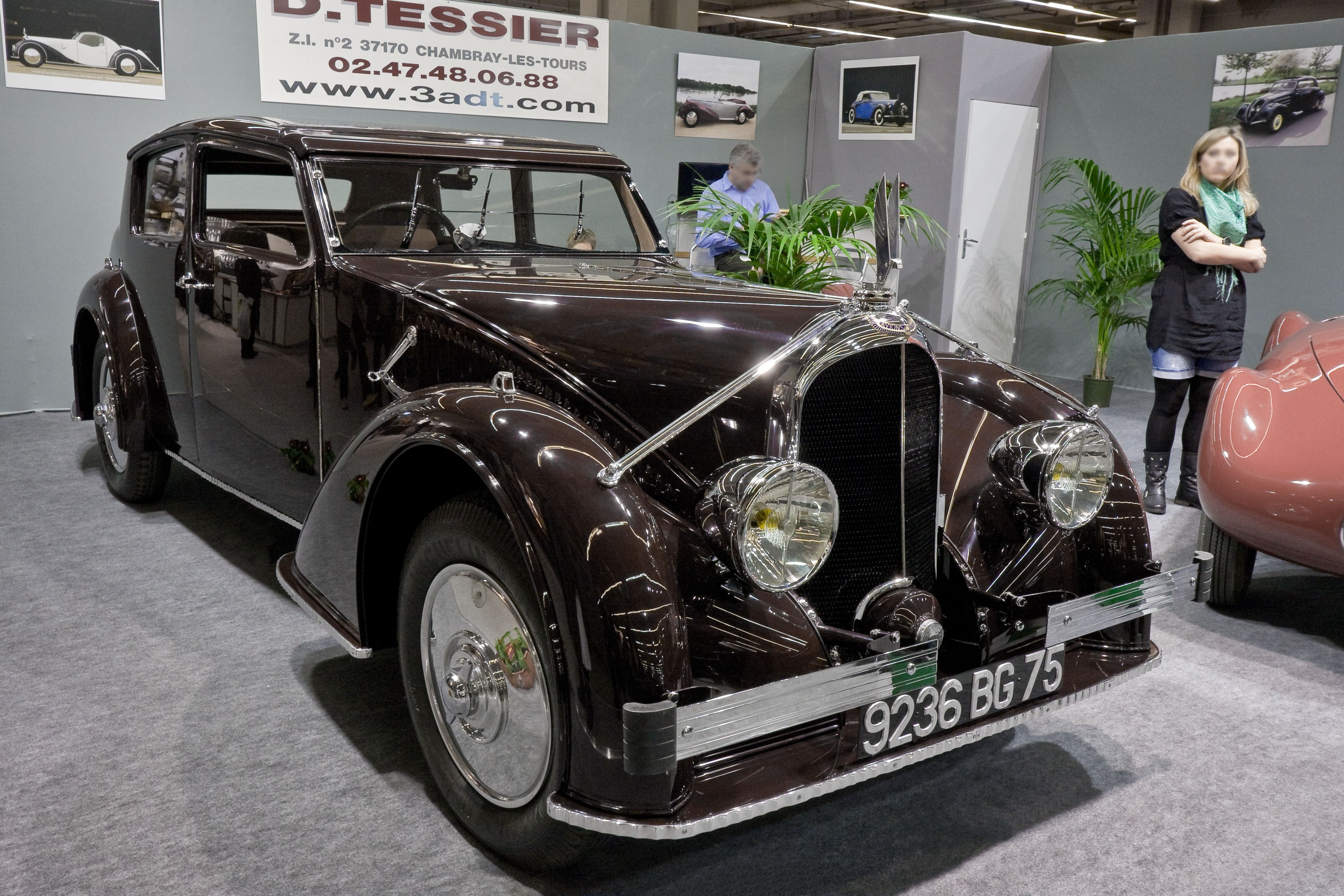
Voisin C28

Aber auch im Bereich der Serienfahrzeuge blieb Voisin nicht untätig und entwickelte Innovationen wie z. B. Karosserien aus Aluminium oder Verbesserung des Luftwiderstandsbeiwertes durch sich nach oben verjüngende Karosserien.
Ab 1937 wurden Einbaumotoren von Graham-Paige verwendet. Im Jahre 1939 wurde die Automobilproduktion eingestellt. Das Werk wurde daraufhin von Gnôme et Rhône, einem französischen Flugmotoren- und Motorradhersteller, übernommen. Jedoch blieb Voisin als Direktor und Konstrukteur in der Firma.

## Nach dem Krieg
Im Oktober 1950 präsentierte das Unternehmen einen Kleinwagen mit Frontantrieb auf dem Pariser Automobilsalon, und zwei Jahre später einen mit Heckmotor. Diese Modelle blieben Prototypen. Das spanische Unternehmen  Autonacional S.A. übernahm das Projekt, entwickelte es weiter und verkaufte die Fahrzeuge als Biscúter.